# Kaja Fleischer
Kaja Fleischer (Modum, 11 mei 1876- onbekend) was een Noors pianiste.
Hanna Kaja Fleischer was een dochter uit het gezin met tien kinderen van politieman Jens Sanne Fleischer (1818-1883) en Henriette Christiane Fredrikke Vibe (1832-1915). Kaja’s broer was visser en visserijbestuurder Johan Christian Vibe Fleischer, benoemd in de Orde van Sint-Olaf. De familie maakt deel uit van het geslacht Geelmuyden. 
Ze kreeg haar muzikale opleiding van Ragna Goplen. In 1892 begon ze met lesgeven. In 1914 tot 1918 was ze verbonden aan de Kristiania Musiklaererforening KMLF.
Ze gaf enkele concerten, maar een echter carrière daarin kwam niet van de grond:
- 18 maart 1894: kerkconcert in Oslo; ter ondersteuning van het Brødrekoret (Broederskoor)
- 28 september 1895: concert van haar lerares Ragna Goplen met Bokken Lasson (in Noorwegen grote bekendheid); Fleischer en Goplen speelden Variaties over een thema van Beethoven voor twee piano’s  van Camille Saint-Saëns
- 6 juni 1896: concert van Sophie Reimers met ook Anna Scharffenberg
- 28 april 1897: begeleiding tijdens concert van Scharffenberg
- 8 december 1898: begeleiding van Elsa Ruegger in Phönix
- 14 november 1899: ze begeleidde de Franse sterviolist Henri Marteau in de concertzaal van Brødrene Hals